# Henri Renaud
Henri Renaud (* 20. April 1925 in Villedieu-sur-Indre (Département Indre); † 17. Oktober 2002 in Paris) war ein französischer Jazzmusiker (Piano), Komponist und Arrangeur. Er zählte zu den führenden Vertretern des französischen Cool Jazz. Sein Pianostil wurde vor allem von Al Haig und George Wallington beeinflusst.

## Leben und Wirken
Der junge Renaud bekam mit fünf Jahren Geigenunterricht, wechselte mit acht zum Klavier und entdeckte 1937 den Jazz beim Radiohören. Während der Besatzungszeit tauschte er seine Tabakrationen gegen Duke-Ellington-Partituren ein. Am Kolleg von Châteauroux bildete er 1946 eine Gesangsgruppe, entschied sich aber dann professioneller Jazzmusiker zu werden und ging nach Paris.
Renaud arbeitete zunächst als Barpianist im Quartier Latin und begleitete dann Musiker wie Don Byas (1946), James Moody (1949), Roy Eldridge (1950), den Bluessänger Big Bill Broonzy und leitete eine Band mit Bobby Jaspar, Jimmy Gourley, Pierre Michelot und dem Schlagzeuger Pierre Lemarchand. Danach arbeitete er in einer Formation in einem Jazzclub namens Tabou mit dem Gitarristen (und späteren Sänger) Sacha Distel. 1952 leitete Renaud eine Big Band und spielte bei Matineen, die der Produzent Eddie Barclay im Bœuf sur le Toit organisierte; außerdem begleitete er mit der Band Tabou durchreisende amerikanische Jazzmusiker wie Lester Young, Sarah Vaughan und Clifford Brown. Mit ihm und anderen Musikern aus der damaligen Lionel-Hampton-Band wie Quincy Jones, Jimmy Cleveland, Gigi Gryce und Art Farmer organisierte er 1953 mehrere Aufnahme-Sessions für das Jazzlabel Vogue, bei denen er als Vibraphonist fungierte. Ende dieses Jahres ging er für sechs Monate nach New York City, um dort mit Milt Jackson, Kai Winding, Al Cohn, Oscar Pettiford, Max Roach, Tal Farlow und anderen zu spielen. Dort entstanden Sessions unter dem Titel The Birdlanders.
1954 kehrte Henri Renaud nach Paris zurück und gründete den Jazzclub Le Chameleon mit Roger Guérin, Jean-Louis Chautemps, und dem Schlagzeuger Charles Saudrais, spielte dort selbst, u. a. mit Guy Lafitte, Percy Heath und Franco Manzecchi. Im Ringside-Club spielte er mit einem Quintett mit Jimmy Gourley und Barney Wilen, 1955 bildete er ein Quartett mit Jay Cameron. 1957–59 begleitete er die Sängerin June Richmond und hatte diverse Clubauftritte mit Musikern wie Philly Joe Jones, Kenny Clarke und Buck Clayton.
1964 übernahm Renaud die Leitung der Jazzabteilung der französischen CBS-Labels und organisierte Wiederveröffentlichungen von Platten von Duke Ellington und Count Basie; in der von ihm betreuten Reihe Jazzotheque erschien neben LPs von Erroll Garner, Kansas City Seven, Charlie Parker, Teddy Wilson, Denny Zeitlin u. a. 1981 das Album Jimmy Rowles Plays Duke Ellington and Billy Strayhorn. Parallel arbeitete er für Film, Fernsehen und Radio.
Im Laufe seiner Karriere spielte Henri Renaud weiterhin mit Lee Konitz und Zoot Sims (1953), mit Frank Foster, René Thomas, Bob Brookmeyer, Roy Haynes (1954), Lucky Thompson (1956) und Allen Eager (1957).

## Diskographie (Auswahl)
Als Leader
- Trio, Sextet & All Stars, 1953–55, original vogue masters-Serie (Bertelsmann Music Group/BMG, 1999) mit Jimmy Gourley, Pierre Michelot
- Zoot Sims et Henri Renaud, 1952, Jazz in Paris-Serie (Gitanes/Universal, 2000)
- Henri Renaud/Al Cohn Quartet, original vogue masters-Serie (BMG, 1998)
- Henri Renaud, All Stars, 1954, original vogue masters-Serie (BMG, 1998)
- The 1954 Paris Sessions, original vogue masters-Serie (BMG, 1999) mit Roy Haynes, René Thomas, Frank Foster
- The Birdlanders Vol.1, Vol.2 und Vol.3 (Period Records, 1954)[2]

Als Sideman
- Clifford Brown: Quartet in Paris, Vols. 1 & 2 und Sextet in Paris (alle Prestige Records, 1953)
- Jay Cameron: The Third Herdsmen & Jay Cameron’s International Sax Band, 1955, original vogue masters-Serie (BMG, 1999)
- Bobby Jaspar: Bobby Jaspar/Henri Renaud, 1953–54, original vogue masters-Serie (BMG, 1998) mit Jimmy Gourley, Fats Sadi
- Oscar Pettiford: Sextet, 1954, original vogue masters-Serie (BMG, 1997)
- Zoot Sims: Quartet & Sextet, 1954, original vogue masters-Serie  (BMG, 1998)
- Lucky Thompson: Modern Jazz Group, 1956, Jazz in Paris-Serie (Gitanes/Universal, 2000)
- Michel Hausser: Mr. Vibes: Quartet & Octet Sessions 1958–1960 (2020)